# Firmin Massot

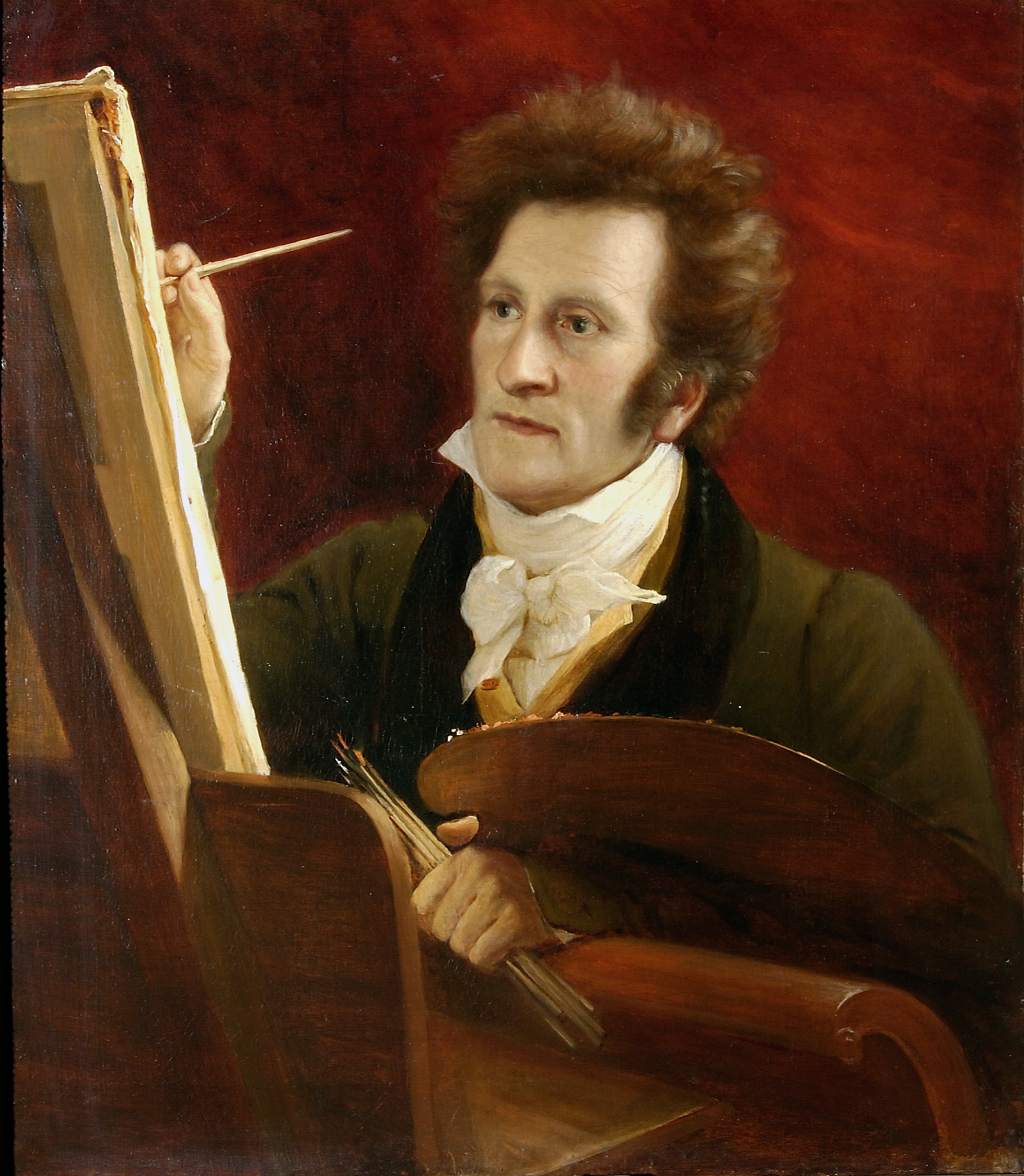
Amelie Munier-Romilly, Porträt von Firmin Massot

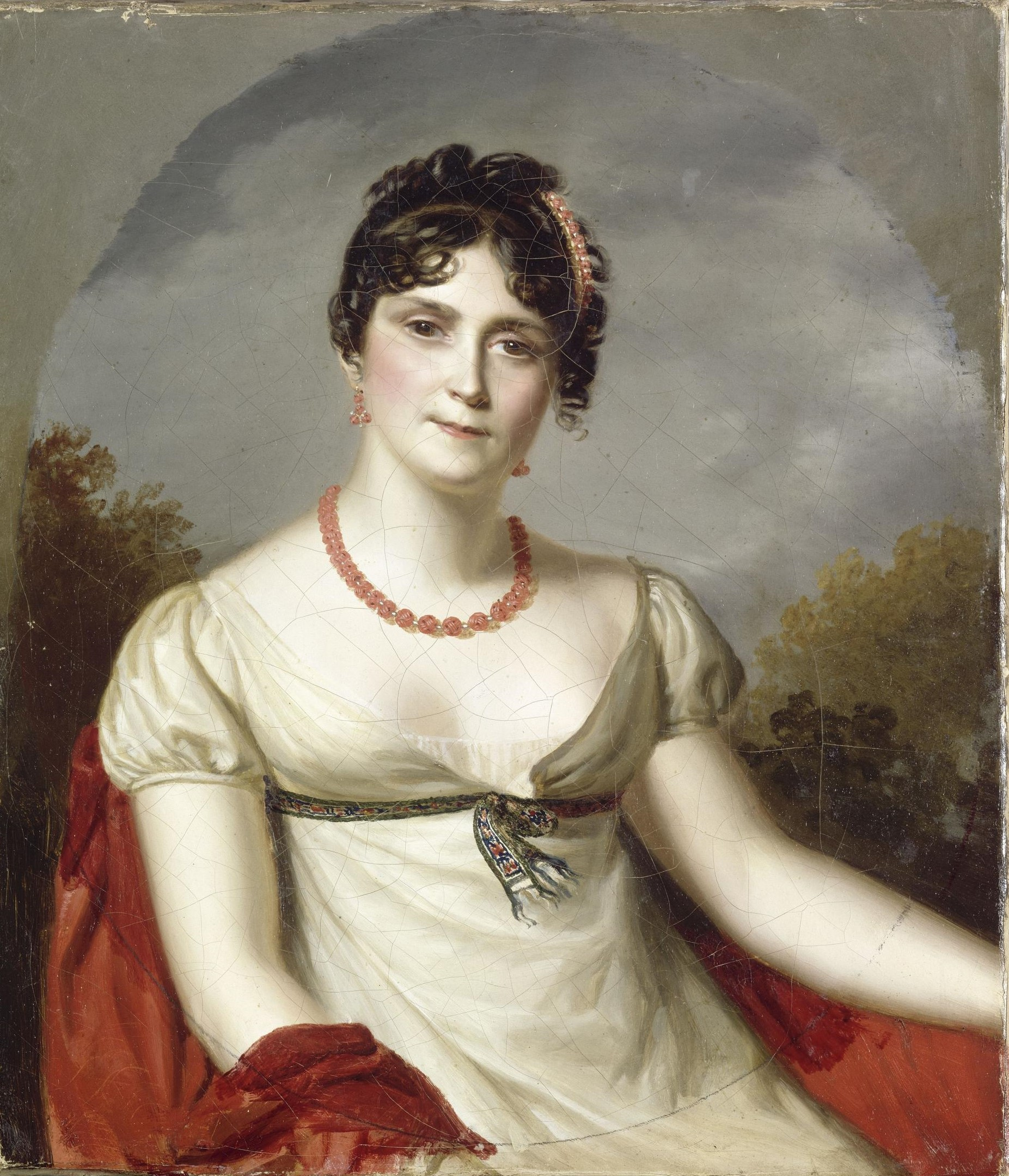
Porträt von Joséphine de Beauharnais

Firmin Massot (* 5. Mai 1766 in Genf; † 16. Mai 1849 ebenda, reformiert, heimatberechtigt in Genf) war ein Schweizer Porträt- und Genremaler.

## Leben
Firmin Massot wurde am 5. Mai 1766 als Sohn des Uhrmachermeisters und Uhrenhändlers André Massot und der Marie-Catherine geborene Boisdechêne in Genf geboren. Seine ältere Schwester war die Porträt- und Miniaturmalerin Pernette Massot (1761–1828). 1778 schrieb er sich an der Zeichenschule von Genf ein; seine Ausbildung erhielt er bei den Malern Louis-Ami Arlaud und Jean-Etienne Liotard.
Von 1787 bis 1788 bereiste er Italien. Ab 1789 stellte er in den Genfer Salons aus. 1790 erhielt Massot den Grossen Preis für Naturbilder der Société des Arts von Genf. Von 1792 bis 1800 arbeitete er als Porträtmaler zusammen mit seinen Jugendfreunden Jacques-Laurent Agasse und Wolfgang-Adam Töpffer. Daneben wurde Massot zum stellvertretenden Präsidenten des Zeichenkomitees der Société des Arts bestellt und ab 1798 als Direktor der Zeichenschule von Genf eingesetzt. 1800 wurde Massot als Mitglied in die Société des Arts aufgenommen.
1807 hielt er sich in Paris, 1812 in Lyon und von 1828 bis 1829 in Grossbritannien auf und stellte 1830 und 1836 in London und 1833 in Lyon aus. 1844 wurde Firmin Massot zum Ehrenmitglied der Société des Arts ernannt.
Firmin Massot, der seit 1795 mit Anne-Louise, der Tochter des Uhrmachers Samuel Mégevand, verheiratet war, verstarb am 16. Mai 1849 wenige Tage nach Vollendung seines 83. Lebensjahres in Genf.

## Wirken
Firmin Massot, der neben Louis-Ami Arlaud und Jean-Etienne Arlaud zu den bedeutendsten Vertretern der Genfer Schule gezählt wird, schuf Porträts von Genfer Obrigkeiten und ihren Familien sowie von Ausländern in Genf, wie etwa Madame de Staël, Madame Récamier, Kaiserin Joséphine oder Botschafter William Wickham. Daneben trat er auch als Genremaler in Erscheinung.